# Tanjung Lolo
Tanjung Lolo is een bestuurslaag in het regentschap Sijunjung van de provincie West-Sumatra, Indonesië. Tanjung Lolo telt 4070 inwoners (volkstelling 2010).